# Мањи усан
Мањи усан или оштрокљуни кит (лат. Balaenoptera acutorostrata) је сисар из реда папкара (Artiodactyla) и инфрареда китова (Cetacea). 

## Распрострањење
Ареал мањег усана (или оштрокљуног кита) обухвата све светске океане, од 65 ЈГШ до 80 СГШ.

## Станиште
Станиште врсте су мора и океани широм света. 

## Угроженост
Ова врста је наведена као последња брига, јер има широко распрострањење и честа је врста.